# Antonio Joli

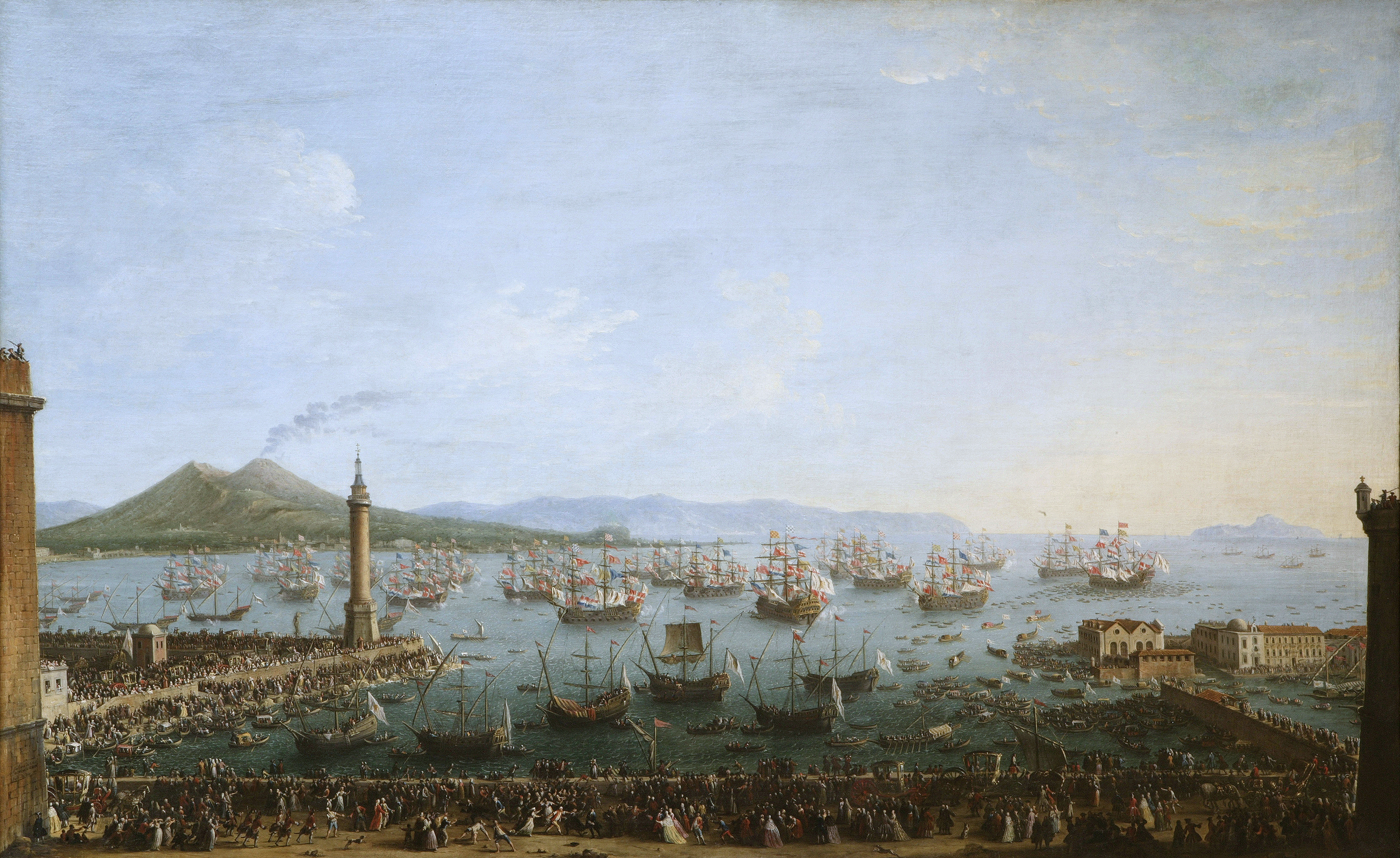
Antonio Joli, Embarco de Carlos III, en Nápoles, Museo del Prado, 1759.

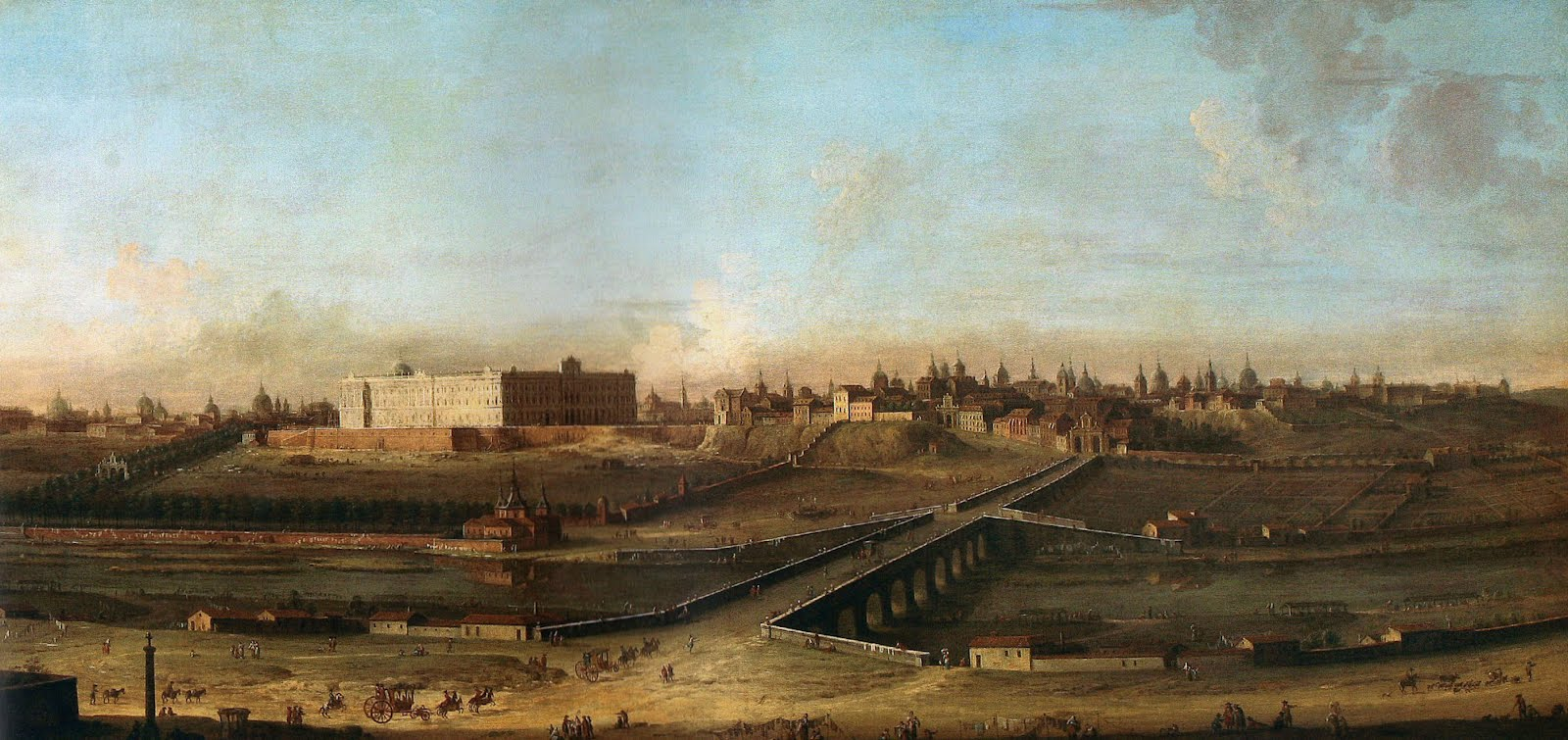
Antonio Joli, Palacio Real de Madrid, ca. 1753.

Antonio Francesco Lodovico Joli (Módena, 1700-Nápoles, 29 de abril de 1777) fue un pintor italiano exponente del Vedutismo.

## Biografía
Fue discípulo de Raffaello Rinaldi y en 1720 trabajó en Roma con Panini y en el estudio de un miembro de la familia Galli-Bibiena. Llegó a ser un pintor de escenografías teatrales en Módena y Perugia. En 1735 se traslada a Venecia, donde entra en contacto con Canaletto y Bellotto y permanecerá hasta 1746 en que viaja hasta Alemania, Londres (1744-48) y Madrid (1750-54).
En Londres decoró la mansión del director del Teatro del Rey en Haymarket, John James Heidegger. A Madrid fue llamado por el castrato Farinelli para que realizara las tramoyas de las representaciones musicales que se realizaban principalmente en los coliseos del Buen Retiro y Aranjuez. Volvió a Venecia en 1754 donde fue miembro fundador de la Academia de Bellas Artes de Venecia. Viajó a Nápoles en 1762 donde permaneció hasta su muerte, acaecida en 1777.

## Obras
Sus pinturas se conservan en varios museos de todo el mundo, entre ellos:
- Fitzwilliam Museum, Universidad de Cambridge, Capriccio[2]
- Kunsthistorisches Museum de Viena[3]
- Norton Simon Museum de Pasadena, Vista de Paestum[4]
- Museo del Prado, Embarco de Carlos III, en Nápoles[5]
- Real Academia de Bellas Artes de San Fernando en Madrid, Vista de Madrid, ca. 1750[6]
- Gallerie di Palazzo Leoni Montanari en Vicenza, Vista de Nápoles desde el Puerto[7]
- Museo Nazionale di Capodimonte, El cortejo real en Piedigrotta[8]
- National Gallery of Australia en Canberra